# 蒼田太志朗
蒼田 太志朗（そうだ たいしろう、1997年〈平成9年〉12月3日 - ）は、日本の俳優、モデル。東京都練馬区出身。Number Eight所属。

## 略歴
2022年、いくつかの芸能事務所からスカウトを受け、芸能を志すきっかけとなる。2023年より芸能活動を開始。同年、テレビ朝日系列『月読くんの禁断お夜食』にて初のドラマ出演を果たす。その後もドラマや映画、広告に数多く出演。直近では『2025年大阪・関西万博』内の石黒浩のパビリオンにてライフエンハンサー役、フジテレビ『アイシー〜瞬間記憶捜査・柊班〜』島本 優希役として出演。

## 人物
- 趣味は、お笑い鑑賞や筋トレ（ベンチプレスMax120キロ）。特技は、ファシリテーションと返しの一言。スポーツ歴としては、ラクロス、バスケットボール 、剣道、空手の経験がある。高校時代、東京都より体育優良生徒として表彰される。
- 出生名である「太志朗」という名前は、「大きさより太い志を、朗らかに生きて欲しい。」という親の願いから名付けられた。
- 家族に関しては弟がおり、長男。
- 目の前の人を笑顔にしたいという想いで生きている。初志貫徹。演技を通して誰かの命を救いたいと思っている。[1]
- 中央大学法学部卒業。
- 芸能活動を始めた時は、新卒で入社した会社に勤めていたが、役者として生きていく決意を固め、2023年に退社。決意の決め手は、同い年である主演北村匠海と監督松本花奈が制作した映画『明け方の若者たち』を観て、心が動かされる。作品内の「僕」と状況が似ていたことも一因。

## 出演

### 映画（作品）
- 恋にセックスは必要ですか？（2023年） - 小山田 悠斗 役
- 初恋の味（2023年） -主演・蓮 役
- 真夜中のノヴェレッテ（2023年） - 刈谷 光輝 役
- 内定辞退 〜それでもキミに来てほしいっ〜（2023年） -主演・古島 圭吾 役
- あなたはわたしですか？（2024年） - 佐久間 太一 役
- This Man（2024年、ユニオン映画） - ボクサー 役
- ビカムアヒーロー（2025年、ストーンプロダクション） - 岡崎 役
- チェリーと不如帰（2025年、チョコレートボックス合同会社） - 楠田 貴久 役

### テレビドラマ
- silent（2022年10月6日 - 12月22日、フジテレビ） - 2年4組同級生 役
- 月読くんの禁断お夜食（2023年4月22日 - 6月17日、テレビ朝日） - GOLDEN GYMトレーナー 役
- ウルトラマンブレーザー（2023年7月8日 - 2024年1月20日、テレビ東京） - 研究員c.akai 役
- おっさんずラブ-リターンズ-（2024年1月5日 - 3月1日）- 後輩くん 役
- 社内処刑人〜彼女は敵を消していく〜（2024年4月19日 - 6月21日、関西テレビ） - 矢澤 翼 役
- 絶対BLになる世界VS絶対BLになりたくない男（2024年4月23日 -、CSテレ朝チャンネル1） - ナース1 役
- 素晴らしき哉、先生!（2024年8月18日 - 10月6日、朝日放送テレビ） - チンピラ 役
- アイシー〜瞬間記憶捜査・柊班〜（2025年1月21日 - 3月25日、フジテレビ） - 島本 優希 役

### 舞台
- 隣人（2023年、BAR STARS TOKYO） -主演・小泉 博 役
- obsession（2023年、BAR STARS TOKYO） -主演・ニール・ムーア 役
- unknown（2024年、浅草九劇）- コエ 役（1人5役）

### MV
- 果歩「ブルーアワー」（2023年）
- 緑黄色社会「僕らはいきものだから」（2024年9月20日）

### その他
- 2025年大阪・関西万博『いのちの未来』石黒浩のパビリオン（2025年） - ライフエンハンサー役
- 高田冬彦『cut suits』

## 受賞歴

### 映画
- 2023年度
  - BUMP AWARD2022最優秀賞（『恋にセックスは必要ですか？」』小山田 悠斗 役）[2]
  - TikTok TOHO Film Festival2023（『内定辞退 〜それでもキミに来てほしいっ〜」』主演：古島 圭吾 役）[3]
- 2024年度
  - 第11回BOVAシルバー賞（『もしもこの時代にC.C. レモンが爆爆爆爆爆誕したら』）[4]